# نشانه لیسکر
نشانه لیسکر (انگلیسی: Lisker's sign) یک نشانه بالینی است که در آن هنگام دق قسمت جلویی و میانی استخوان درشت‌نی، حساسیت یا درد ایجاد می‌شود. این بیماری در افرادی مبتلا به ترومبوز سیاهرگی عمقی دیده می‌شود.